# Пара (денежная единица)
Пара́ (тур. para, серб. пара, рум. para) — название разменной денежной единицы в разных странах.

## Турция

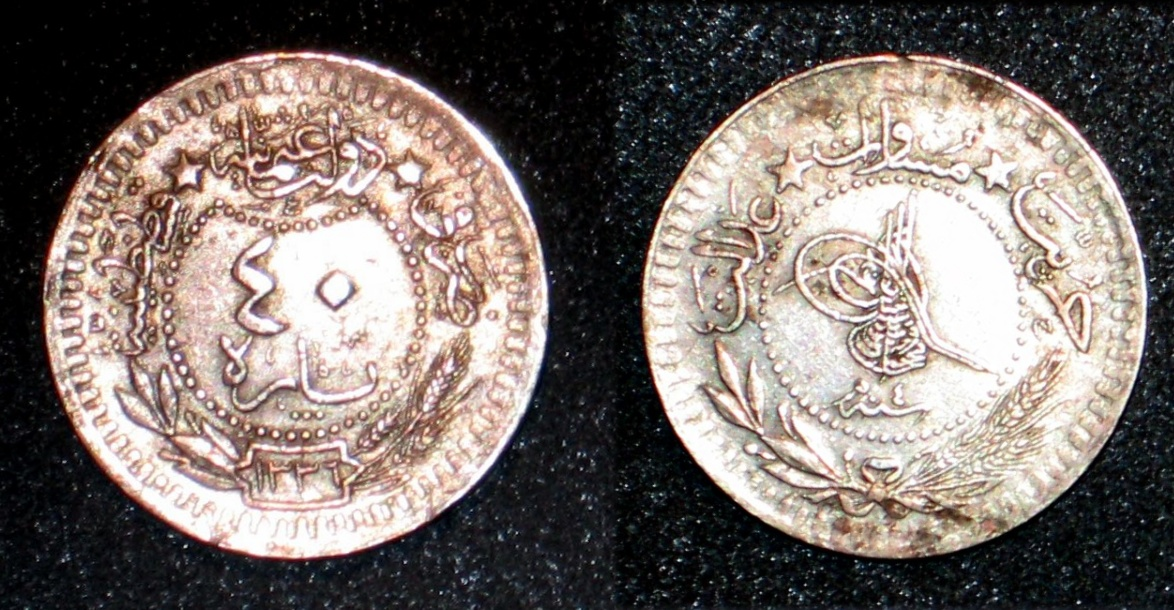
40 турецких пара 1918 года

Пара впервые выпущена в виде серебряной монеты в Османской империи в 1623 году. Первоначально вес монеты составлял 1,1 г, постепенно он снижался и к началу XIX в. составлял 0,22 г. Проба серебра также снижалась. Например, в 1757 году монеты чеканились из серебра 520 пробы, а в 1800-м — 420-й. С 1687 года чеканились также кратные пара. На аверсе монет указывалось имя султана, на реверсе — год и место чеканки.
Пара, равное 1⁄40 куруша, после введения в 1844 году лиры стало равно 1⁄40 куруша или 1⁄4000 лиры.
Начиная с царствования Мехмеда V (1909—1918) монеты турецких султанов в пара чеканились не из серебра, а из никеля или медно-никелевого сплава. После провозглашения в 1923 году республики и проведения денежной реформы новая турецкая лира по-прежнему была равна 100 курушам и 4000 пара. Последние республиканские монеты номиналом в 10 пара чеканились из алюминиевой бронзы в 1940—1942 годах. В связи с инфляцией дальнейший выпуск монет в пара был прекращён.
После денежной реформы 2005 года новая турецкая лира состоит из 100 курушей, без деления на пара.

## Крымское ханство
Крымское ханство, копируя турецкую денежную систему, и используя в обращении турецкие монеты, чеканило также и собственные. Первые крымские монеты в 1 и 2 пара, чеканившиеся в XVII веке, весили соответственно 0,6 и 1,35 г. Со временем проба крымских пара настолько понизилась, что они стали практически медными.

## Дунайские княжества
В XVIII веке в дунайских княжествах (Молдавии и Валахии), находившихся под властью Османской империи, использовали турецкую монетную систему, при которой куруш (называвшийся в княжествах левом или леем) был равен 40 парам. Во время Русско-турецкой войны 1768—1774 годов для обеспечения русской армии, вступившей на территорию княжеств, в 1771 году был создан Садгорский монетный двор, на котором был начат выпуск медных монет с номиналом, указанным в копейках и пара (2 пары — 3 копейки, 1 пара — 3 деньги). Монеты выпускались до окончания войны в 1774 году, и затем использовались в обращении в княжествах ещё около 10 лет.
В 1835 году по заказу молдавского господаря Михаила Стурдза были изготовлены (предположительно — в Вене) монеты с указанием номинала в двух единицах — 5 пар — 10 копеек. В 1860 году были изготовлены бронзовые монеты в 5 пар Объединённого княжества Валахии и Молдавии, место их чеканки неизвестно. Обе эти монеты в обращении фактически не использовались.
В парах также были номинированы первые марки Молдавии и Валахии — «Бычьи головы».

## Югославия

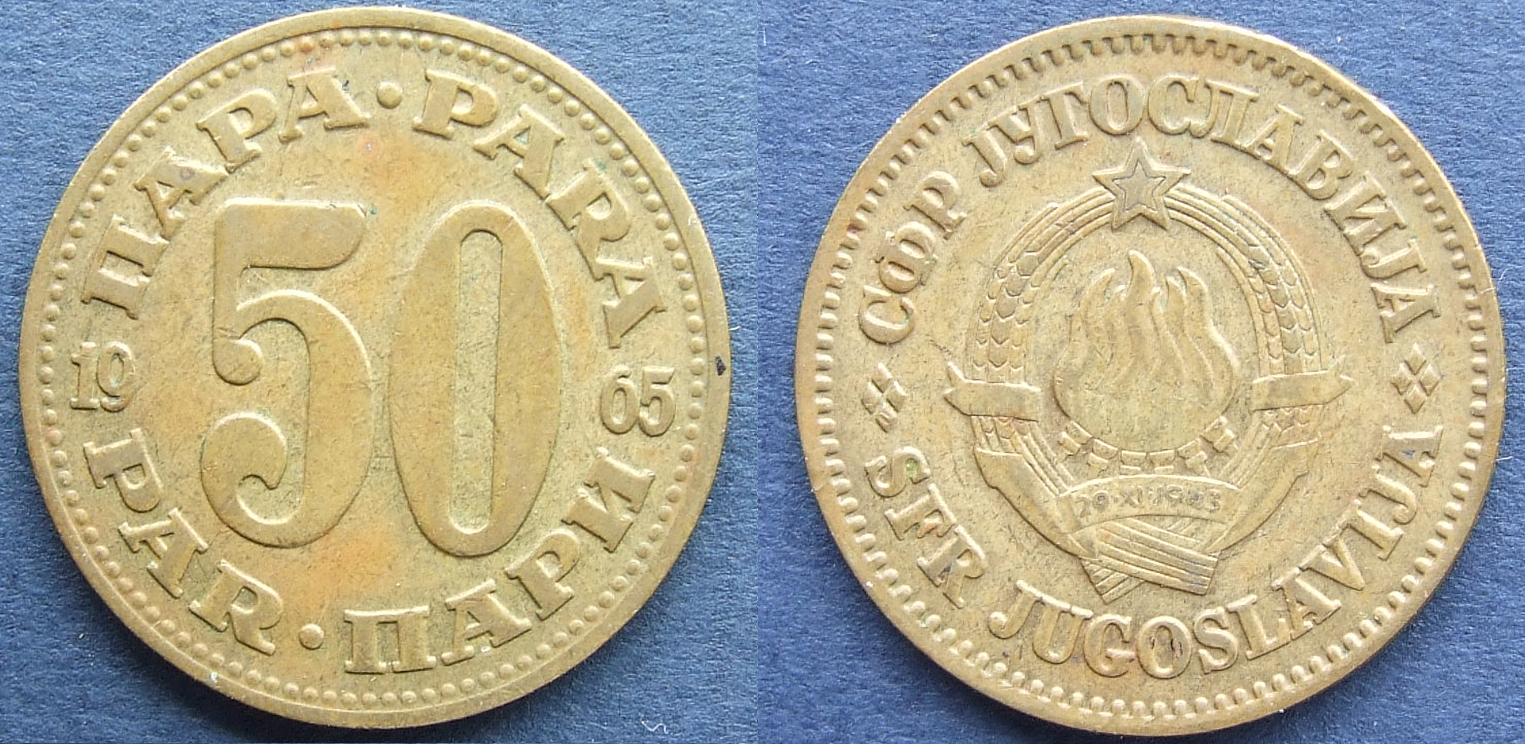
50 югославских пара 1965 года

После образования в 1918 году Королевства сербов, хорватов и словенцев, переименованного в 1929 году в Королевство Югославия, на территориях, вошедших в состав королевства, в течение 1919—1920 годов была введена единая валюта — динар, равный 100 пара. Монеты в пара выпускались в 1920, 1925 и 1938 годах. После оккупации в апреле 1941 года территории Югославии и последовавшего раздела её территории единая денежная система Югославии распалась, выпуск югославских денежных знаков был прекращён.
Восстановление единой денежной системы началось с выпуска в 1944 году в освобождённых районах новых банкнот в динарах и завершилось после окончания Народно-освободительной войны и проведения в 1945 году денежной реформы. В ходе реформы в обращение была выпущена цинковая монета в 50 пара. В 1953 году была выпущена алюминиевая монета того же номинала.
Новые монеты в пара вводились в Югославии в ходе денежных реформ 1966, 1990 и 1994 годов. Последние монеты в пара отчеканены в 2000 году, как монеты Союзной Республики Югославия, в которой после распада Югославии остались только Сербия и Черногория.

## Сербия
После завоевания Сербии турками на её территории находилось несколько турецких монетных дворов, чеканивших турецкие пара.
Чеканка сербских монет была возобновлена в 1868 году, на первых бронзовых монетах в 1, 5 и 10 пара был изображён портрет князя Михаила Обреновича. В обращении, кроме сербских, использовались различные иностранные монеты. В качестве счётной единицы использовался куруш, равный 40 пара.
В 1875 году начат выпуск серебряных монет в динарах (= 100 пара), а также серебряных монет в 50 пара. В 1883 году начат выпуск медно-никелевых монет в 5, 10 и 20 пара. В 1917 году чеканка сербских монет прекращена.
В период германской оккупации Сербии было создано марионеточное правительство и подконтрольный оккупантам Сербский народный банк, выпускавший в обращение банкноты в сербских динарах и монеты. в том числе, в 1942 году, цинковые монеты в 50 пара.
Современный сербский динар также равен 100 пара, при этом Народный банк Сербии монеты в пара никогда не выпускал. До 1 января 2008 года в обращении использовались монеты в 50 пара выпуска 2000 года Союзной Республики Югославия, с 2008 года монеты в пара в обращении не используются

## Черногория

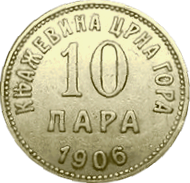
10 черногорских пара 1906 года

Выпуск черногорских монет в пара был начат в 1906 году. Собственной денежной единицы в Черногории ещё не существовало, в обращении использовались иностранные валюты — австро-венгерская крона, турецкая лира, французский франк и др. Пара, равные австрийскому геллеру, обращались параллельно с другими монетами. В 1909 году была введена национальная валюта — черногорский перпер, равный 100 пара.
Были выпущены бронзовые монеты в 1 и 2 пара и никелевые 10 и 20 пара. На аверсе монет изображён герб Черногории, на реверсе — номинал, год чеканки и название государства («Княжество Черногория», на монетах 1913—1914 годов — «Королевство Черногория»).
Правительство Черногории, ещё в период нахождения республики в составе Союзной Республики Югославия, рассматривало возможность введения национальной валюты (перпер и пара), однако этот проект не был реализован. В 1999—2000 годах в обращении в Черногории использовались немецкая марка и югославский динар, в 2001 — только немецкая марка, которую в 2002 году сменило евро.

## Египет
Денежная система Египта, до 1914 года находившегося под формальным суверенитетом Османской империи, копировала турецкую денежную систему. В обращении использовались как местные, так и турецкие денежные знаки, а также различные иностранные монеты. Основной денежной единицей был куруш (пиастр), равный, как и турецкий куруш, 40 пара, которые в Египте назывались «медино». Введённый в 1885 году египетский фунт, основанный на золотом стандарте, первоначально был равен 100 пиастрам или 4000 медино. В 1916 году вместо медино был введён милльем, равный 1⁄1000 фунта.